# Buddismo Fǎxiāng
Con il termine Fǎxiāng (法相) si indica la scuola buddista cinese fondata da  Xuánzàng (玄奘, 600-664) al  ritorno dal suo lungo viaggio in India nel 645 e successivamente organizzata dal suo allievo Kuījī (窺基, 632-682).
Il termine cinese Fǎxiāng è la traduzione cinese del termine sanscrito Dharmalakṣaṇa (Carattere dei dharma). 
Originariamente questo termine fu coniato da Fǎzàng (法藏, 643-712), patriarca di un'altra scuola del buddismo cinese, la  Huāyán (華嚴宗, Huāyán zōng), con un'accezione spregiativa tesa a sottolineare l'inferiorità dei suoi insegnamenti, che si occupavano solo delle apparenze fenomenologiche del dharma, a differenza degli insegnamenti  più profondi Huāyán che si occupavano invece della natura sottostante su cui tale fenomenologia si poggiava.
I seguaci della scuola Fǎxiāng denominavano la loro scuola come 唯識 (Wéishì, cor. Yusik, giapp.  Yuishiki) che è la resa in cinese del termine sanscrito Cittamātra (Sola mente) a indicare i contenuti della propria dottrina che ricalcavano gli insegnamenti della scuola buddista indiana Cittamātra.  
La resa in lingua giapponese dei caratteri cinesi 法相 corrisponde alla denominazione ufficiale della corrispettiva scuola giapponese (Hossō-shū) che ne tramanda l'insegnamento. 

## Origini
Il buddismo Fǎxiāng fu fondato in Cina da Xuánzàng che, di ritorno dall'India, portò con sé numerosi testi della scuola indiana raccolti soprattutto presso l'università di Nālandā: con l'aiuto del governo e di molti collaboratori, procedette a tradurli in cinese. 
Il suo discepolo Kuījī scrisse un gran numero di commenti a questi testi e in seguito contribuì talmente tanto alla diffusione della scuola in Cina da venire oggi riconosciuto come il primo Patriarca della scuola.

## Diffusione
Gli insegnamenti Fǎxiāng si diffusero in Corea (법상종 Beopsang jong) e in Giappone (法相宗 Hossō-shū), dove ebbero un impatto considerevole; sebbene relativamente piccola la scuola Hossō esiste ancora. 
Gli insegnamenti della scuola Fǎxiāng influenzarono comunque le successive tradizioni originarie dell'Estremo Oriente, in particolare Tiāntái, Huāyán e Chán.